# Stygofile
Stygofile (freatofile) – element stygonu, gatunki wód podziemnych, które występują także w innych typach wód, na ogół gatunki eutropowe zamieszkujący wody powierzchniowe (np. krenal, rhitral, potamal), potrafiące rozwijać się także w wodach podziemnych zazwyczaj na niewielkich głębokościach. Osobniki stygofilne odznaczają się znaczną przezroczystością ciała i redukcją oczu.
Przykładowe stygofile:
- ośliczka wodna (Asellus aquaticus)
- Planaria cavatica
- Planaria vitta
- Stenostomum unicolor(inne języki)
- Haplotaxis gordioides(inne języki) (skąposzczet, spotkać można także w studniach, źródłach, a nawet wodzie wodociągowej)
- Gordius aquaticus(inne języki) (spotkać można także w studniach, źródłach, a nawet wodzie wodociągowej)
- niektóre gatunki skorupiaków z rodzaju Cyclops,
- Viguierell coeca
- Gammarus pulex subterraneus
- larwy niektórych owadów z rodziny Culicidae i Perlidae(inne języki)

Zobacz też: hyporeal